# Rocha dos Namorados
La Rocha dos Namorados ou Pedra dos Namorados (littéralement : Rocher des Amoureux ou Pierre des Amoureux) est un mégalithe datant du Chalcolithique ou du début de l'Âge du bronze situé près de la municipalité de Reguengos de Monsaraz, dans le district d'Évora, en Alentejo.

## Situation
Le monolithe est situé dans la freguesia de Corval, à environ 6 km au nord-est de Reguengos de Monsaraz. Il se dresse à proximité d'un rond-point, à une quinzaine de kilomètres de la frontière hispano-portugaise.

## Description
Ce monument naturel de granite, en forme de champignon, mesure environ 2 m de haut. Il pourrait symboliser un utérus et faisait probablement l'objet de rites de fertilité,.
Dans les environs de ce « menhir champignon » se trouvent deux autres mégalithes : le menhir de Bulhoa et le menhir de Outeiro.

## Histoire
Selon un rituel païen encore pratiqué au début du XXIe siècle, les femmes célibataires se rendaient à la « Rocha dos Namorados » pour lancer un caillou sur son sommet. Si elles réussissaient, elles étaient assurées d'être mariées dans l'année ; si elles manquaient leur but, cela signifiait une année d'attente supplémentaire,.